# Marató de Luxemburg
La marató de Luxemburg (oficialment: ING Night Marathon Luxembourg, patrocinada per ING) és una marató nocturna a la ciutat de Luxemburg que va tenir lloc per primera vegada l'any 2006 com una Marató Europea.

## Història
Llegenda:
      rècord de la cursa
| Edició | Any  | Guanyador masculí      | Temps (h:m:s) | Guanyadora femenina      | Temps (h:m:s) |
| ------ | ---- | ---------------------- | ------------- | ------------------------ | ------------- |
| 1r     | 2006 | Kamel Kohil (ALG)      | 2:17:28       | Pascale Schmoetten (LUX) | 3:04:57       |
| 2n     | 2007 | Alex Malinga (UGA)     | 2:17:17       | Ruth Kutol (KEN)         | 2:41:26       |
| 3r     | 2008 | Mohamed Msandeki (TAN) | 2:15:29       | Rose Jepkemboi (KEN)     | 2:43:21       |
| 4t     | 2009 | John Ngeno (KEN)       | 2:19:17       | Irene Cherop (KEN)       | 2:43:08       |
| 5è     | 2010 | Stanley Rono (KEN)     | 2:19:13       | Gishu Mindaye (ETH)      | 2:39:56       |
| 6è     | 2011 | Teferi Bacha (ETH)     | 2:15:42       | Nguriatukei Kiyara (KEN) | 2:34:28       |
| 7è     | 2012 | Bellor Yator (KEN)     | 2:13:45       | Mahlet Melese (ETH)      | 2:45:56       |
| 8è     | 2013 | Bellor Yator (KEN)     | 2:17:51       | Shewaye Debelu (ETH)     | 2:43:33       |
| 9è     | 2014 | Johnstone Maiyo (KEN)  | 2:15:44       | Meseret Godana (ETH)     | 2:38:56       |
| 10è    | 2015 | John Komen (KEN)       | 2:13:55       | Naomi Tuei (KEN)         | 2:34:23       |